# Concurrent Versions System
Concurrent Versions System (CVS) este un sistem revision control pentru platforma UNIX. Sistemele revision control sunt folosite pe larg în dezvoltarea de software, unde țin evidența tuturor modificărilor într-un set de fișiere, permițând colaborarea mai multor developeri.
CVS este publicat sub licență GPL și este considerat software liber.

## Istorie
Dezvoltarea CVS a fost începută în anul 1986 de Dick Grune, și inițial nu a fost decât o colecție de scripturi shell construite peste RCS. Un sistem similar a fost dezvoltat la jumătatea anilor 1970 de John Humbert. Grune a publicat codul pe mod.sources în 23 iunie 1986: Google Groups continuă să arhiveze anunțul original.
Codul a fost dezvoltat apoi de Brian Berliner (aprilie 1989), Jeff Polk și mulți alții. În noiembrie 1990 proiectul (versiunea 1.0) a fost trimis organizației Free Software Foundation pentru dezvoltare și distribuție.
Dezvoltare sistemului continuă și în ziua de astăzi. Ultima versiune a sistemului a fost publicată în mai 2008.

## Facilități
CVS are o arhitectură client-server. Severul ține baza de date a proiectului și evidența modificărilor, clienții se conectează la server pentru a obține o copie a proiectului (check out). În mod tipic, conectarea clienților la server se face pe rețeaua locală (LAN) sau pe internet; CVS permite și rularea serverului și a clientului pe același calculator. Serverul rulează de regulă pe un calculator UNIX, programele client sunt suportate pe o varietate largă de sisteme de operare.
Mai mulți developeri pot să lucreze la proiect în același timp, fiecare având copia sa a proiectului (working copy). Modificările odată efectuate și testate, se trimit la server unde vor fi incluse în baza de date (check in). Pe server, se folosește compresie delta pentru stocarea modificărilor.